# Однажды (мультфильм, 2002)
«Однажды» — российский мультипликационный фильм 2002 года.
Фильм участвовал в конкурсной программе фестиваля Суздаль-2003
Фильм для детей по мотивам якутской сказки «Торобос и Тысанас» о двух смелых находчивых охотниках, перехитривших наглое лесное чудовище по имени Могус.

## Создатели
| режиссёр             | Октябрина Потапова |
| сценарист            | Октябрина Потапова |
| художник-постановщик | Октябрина Потапова |
| аниматор             | Владимир Шевченко  |
| оператор             | Кабул Расулов      |
| продюсер             | Эрнест Рахимов     |
| композитор           | Резо Чиринашвили   |
| звукооператор        | Владимир Орёл      |

## Сюжет
Заснеженная тайга. Двое братьев добывают пропитание, один охотой, второй — рыбалкой. Встретившись после удачного промысла, они начинают радоваться, но тут появляется лесное чудовище, которое отбирает всю их добычу. Братья строят разные планы относительно мести, но ничего дельного им в голову не приходит.
Вот они набрели на берлогу медведя, и им в голову приходит план… С трудом преодолевая страх, они пытаются пляской и пеньем изобразить ликование от удачной охоты, находясь на берлоге. Появляется Чудище, которое принимает торчащую из сугроба макушку медведя за очередную добычу братьев. Пытаясь забрать «добычу», Чудище, естественно, будит медведя, и тот, оторвав нижний клок шерсти «нарушителя спокойствия», ложится обратно в спячку. Братья в восторге, Чудище облегченно переводит дух, но все лесные зверушки смеются над ободранным Чудищем, и тому приходится бежать от позора.
Довольные Братья несут домой на шесте оторванный клок

## Награды
- 2002 — Кинофестиваль «Окно в Европу»: Специальный приз жюри конкурса анимационного кино.